# Jastrzębl

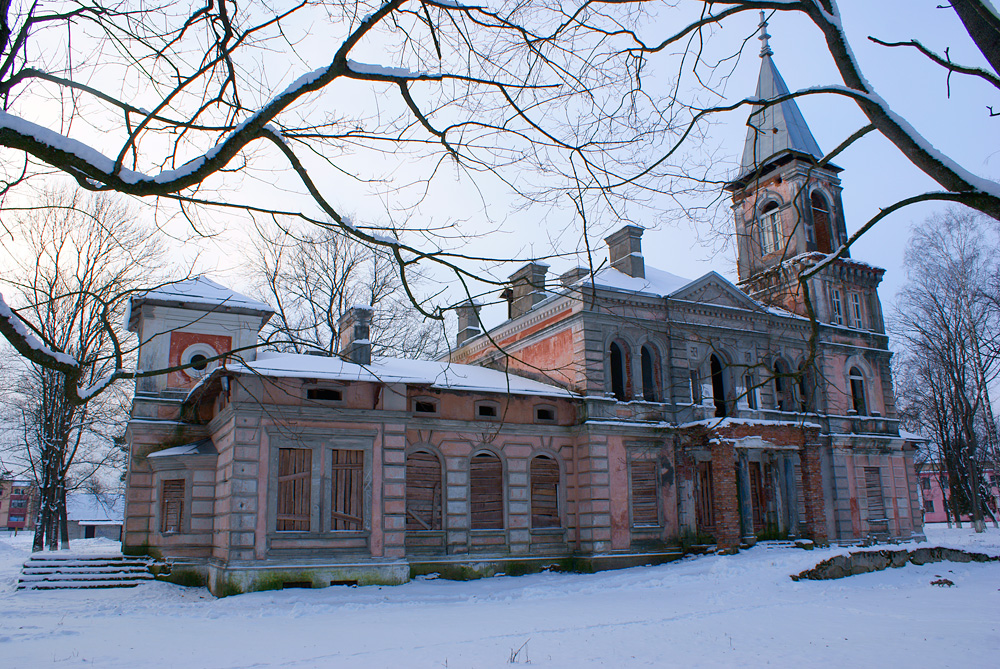
Pałac Kotłubajów

Jastrzębl (biał. Ястрамбель, ros. Ястрамбель, hist. również Jastrzęblewo) – wieś na Białorusi, w rejonie baranowickim obwodu brzeskiego, nad rzeką Myszanką, około 11 km na południe od Baranowicz.

## Historia
Pierwsza znana dziś wzmianka o Jastrzęblu pochodzi z 1507 roku, gdy był własnością Piotra Dorogostawskiego. W 1567 roku majątek należał do Andrzeja Podarewskiego. W 1663 roku dobra te przeszły z Jana Hieronima Rdułtowskiego na jego syna Michała. W 1768 roku przeszły z Antoniego Jerzego Rdułtowskiego na jego synów: Joachima i Chryzostoma. Jastrzębl przypadł Chryzostomowi, który ustanowił w 1776 roku fundusz na rzecz tutejszej cerkwi. Majątek po nim odziedziczył jego syn Kazimierz, który sprzedał go w 1851 roku Michałowi Kotłubajowi, herbu Kot Morski, ojca m.in. Edwarda Kotłubaja. W 1846 roku dobra te liczyły 9374 dziesięcin ziemi i mieszkało tu 406 osób. W 1864 roku majątek przeszedł na własność Henryka Antoniego Wiktora, syna Michała, liczył on wtedy już tylko 2673 dziesięcin. Po jego śmierci dziedzicami majątku stała się jego żona Izabella Mackiewiczówna z synami. W 1911 roku podzielono majątek (po 1184 dziesięcin) między synów Edwarda i Michała. Ostatnim właścicielem Jastrzębla był Zygmunt Kotłubaj (1885–1940), który zmarł w więzieniu w Baranowiczach.
Przed rozbiorami Jastrzębl leżał w województwie nowogródzkim Rzeczypospolitej. Po III rozbiorze Polski znalazł się na terenie ujezdu nowogródzkiego, należącego do guberni słonimskiej (1796), litewskiej (1797–1801), a później grodzieńskiej i mińskiej Imperium Rosyjskiego. Po ustabilizowaniu się granicy polsko-radzieckiej w 1921 roku Jastrzębl wrócił do Polski, stał się siedzibą gminy Jastrzębl, początkowo w powiecie nowogródzkim, a od 1926 roku w powiecie baranowickim województwa nowogródzkiego, od 1945 roku – w ZSRR, od 1991 roku – na terenie Republiki Białorusi.
W XIX wieku stał tu browar. Gorzelnię wybudowano w 1899 roku. Co najmniej od 1840 roku istniała tu kaplica, zniszczona w czasie II wojny światowej.
Między Jastrzęblem a Małachowcami stoi cerkiew pw. św. Mikołaja z 1840 roku i nieopodal cmentarz. We wsi znajduje się muzeum Iwana Kabuszkina, komunistycznego partyzanta z czasów II wojny światowej.

## Pałac
Pod koniec XIX wieku Kotłubajowie wybudowali tu oryginalny, neoklasycystyczny pałacyk. Składał się z trzech części. Środkowa część była sześcioosiowa, dwukondygnacyjna, zaakcentowana na prawej osi podwyższoną o kolejne dwie kondygnacje wieżą z galeryjką widokową. Na wieży uwieczniono datę budowy pałacyku: 1897. Wieża była przykryta wysokim stożkowym dachem. Na skrajnej osi lewego, parterowego skrzydła również wybudowano wieżyczkę, przykrytą czterospadowym dachem. Prawe skrzydło nie miało wieży, była to parterowa kaplica domowa z półokrągłą apsydą. Fasada jest akcentowana płytkim ryzalitem zwieńczonym trójkątnym frontonem. W środkowej części znajdował się portyk o dwóch zewnętrznych czworograniastych filarach i dwóch wewnętrznych okrągłych kolumnach, które wspierały balkon. Przed portykiem był wznoszący się do niego podjazd ujęty w ramy balustrady podobnej do tej na balkonie, z dekoracyjnymi wazonami na słupach. Pod pałacem są sklepione piwnice.
Otaczający pałac park miał powierzchnię 4 ha i przechodził w sad o powierzchni 5,5 ha.
Pałacyk przetrwał wojny. W 1981 roku został odrestaurowany i przeznaczony na szkołę z internatem. Obecnie pałac otacza park o powierzchni około 6 ha z klonową aleją wjazdową i stawem, częściowo zabudowany nowymi budynkami szkoły z internatem, która użytkowała pałac. Do parku wiedzie brama wjazdowa z przyległymi do niej, częściowo zrujnowanymi, wydłużonymi budynkami stajni i wozowni. Dziś pałac został pozbawiony okien i już od początku wieku ponownie popada w ruinę. Zachowały się także inne zabudowania gospodarcze majątku, obsadzone wokół topolami.
Pałac jest historyczno-kulturalnym zabytkiem Białorusi o numerze ewidencyjnym 112Г000733.
Majątek w Jastrzęblu jest opisany w 2. tomie Dziejów rezydencji na dawnych kresach Rzeczypospolitej Romana Aftanazego.